# Here (film 2024)
Here è un film del 2024 diretto da Robert Zemeckis, che ha curato anche la sceneggiatura insieme a Eric Roth, basato sull'omonimo fumetto del 2014 di Richard McGuire.
Riprendendo il materiale originale, il film è raccontato in modo non lineare: la storia copre gli eventi di un singolo angolo di terra e dei suoi abitanti, dal lontano passato (era dei dinosauri) fino al XXI secolo. Durante il film, lo schermo è spesso suddiviso in più riquadri, che presentano simultaneamente eventi di periodi diversi. Il film è interpretato da Tom Hanks, Robin Wright, Paul Bettany e Kelly Reilly; su gran parte del cast è stato utilizzato il ringiovanimento digitale per far sì che i personaggi interpretati rispecchino i diversi periodi storici.

## Trama
Le prime sequenze sono ambientate nell'era preistorica, nel tardo Cretaceo. Si assiste poi alla caduta del meteorite che portò all'estinzione dei dinosauri, le successive ere glaciali e la progressiva trasformazione del luogo in una foresta dell'America orientale, popolata da animali selvatici e da nativi americani. 
I periodi successivi e le storie dei vari personaggi sono raccontati in modo frammentato e non cronologico, tuttavia è possibile distinguere diversi momenti storici.

### I nativi
La storia più antica narra di una famiglia di nativi americani. Un uomo fa la proposta di unione alla sua donna, donandole una collana di conchiglie. Dopo qualche tempo la donna rimane incinta e partorisce, e dopo una lunga vita si spegne. Il marito la seppellisce in quello stesso luogo, insieme alla sua collana, e fa spesso visita alla tomba per onorare la sua memoria.

### William Franklin e le guerre d'indipendenza
Il luogo rimane immutato fino alla fine del 1700, quando i primi alberi vengono abbattuti per far posto ad una signorile casa coloniale, costruita da schiavi afroamericani. Si tratta dell'abitazione di William Franklin, figlio del noto Benjamin Franklin. Nelle sequenze William conversa con la moglie di suo padre, considerandolo solo un vecchio pazzo idealista, che non dovrebbe ribellarsi alla Corona d'Inghilterra e fa strani esperimenti per realizzare il suo parafulmine. È inoltre convinto, a torto, che suo padre verrà dimenticato da tutti. Qualche tempo dopo, invece, la guerra d'indipendenza viene vinta, con i soldati che festeggiano accampati vicino alla villa.
Nel corso del 1800, la casa viene abbandonata, mentre la foresta circostante viene progressivamente abbattuta del tutto per far posto ad una strada e ad altre abitazioni. Una di queste, sul finire del secolo, viene semidistrutta da un incendio.

### La famiglia dell'aviatore
La casa dove è ambientata gran parte della storia viene costruita nei primi anni del 1900. La vecchia villa dei Franklin è di nuovo abitata e sullo sfondo compaiono le prime automobili. Partendo dalle fondamenta, gli operai fabbricano quello che sarà il salone principale della casa. La prima famiglia ad occuparla è quella di John, un aviatore, che l'ha acquistata soprattutto perché lì vicino si sta costruendo un aerodromo. La moglie Pauline, convinta suffragetta, non è contenta di abitare lì e non approva il lavoro del marito, considerandolo troppo pericoloso. I due hanno in seguito una figlia, che diventa una promettente violinista, e che viene accompagnata dal padre a fare un giro in aeroplano, scatenando la preoccupazione e l'ira della madre. L'uomo è tuttavia un eccellente pilota e non morirà per un incidente aereo, ma verrà stroncato dall'influenza spagnola, diffusa alla fine degli anni dieci. Il funerale viene celebrato dentro il salotto, e subito dopo la moglie lascia la casa, ben felice di andarsene, mentre alla figlia dispiace molto. 

### La famiglia dell'inventore
Tra gli anni venti e quaranta, la casa viene abitata da Lee Beekman, un bizzarro inventore e da sua moglie Stella, ballerina esuberante e svampita. Per l'epoca sono una coppia non convenzionale: innamorati alla follia, strambi, libertini e perfettamente in sintonia fra loro, passano la giornata a ballare, bere drink e sovente si lasciano andare a momenti di passione. Dopo anni passati a perfezionare una poltrona meccanica, che chiama "Lazy Boy", l'uomo riesce a brevettarla e venderla, diventando ricco anche grazie alla nascente pubblicità su radio e televisione. Proprio quando è in corso la seconda guerra mondiale, i due lasciano la casa per trasferirsi in California. 

### La famiglia Young
All'incirca nel 1945 inizia la storia "cardine" del film. La casa viene acquistata dai coniugi Young, appena sposati: Al Young è un giovane veterano di guerra appena tornato dal fronte dopo esser diventato quasi sordo da un orecchio per colpa di una granata, sua moglie Rose è casalinga. Sebbene la casa sia fin troppo grande e costosa per la coppia, Rose riesce a convincere il marito a comprarla, rivelandogli di aspettare un bambino.
Viene quindi alla luce Richard Young, il protagonista, e successivamente i suoi due fratelli minori, Elisabeth e Jimmy. Negli anni successivi la famiglia Young segue un decorso piuttosto ordinario: Al lavora come rappresentante di aspirapolveri, Rose si occupa dei figli che crescono e della casa. Pian piano sorgono tuttavia alcuni problemi: Al non ottiene molti risultati sul lavoro e viene licenziato, perciò la famiglia affronta un periodo di ristrettezza economica che durerà, fra alti e bassi, molto a lungo e li costringerà a risparmiare e rinunciare a molte cose, fra cui il mobilio nuovo e la manutenzione della casa ormai necessaria. Deluso dalla sua vita avara di soddisfazioni, Al diventa pessimista, polemico e irascibile, rifugiandosi spesso nell'alcol. Mentre è ubriaco, rivela al figlio di aver persino tradito la moglie, in un momento di debolezza. Nonostante tutto, grazie agli incoraggiamenti di Rose, trova la lucidità di tornare a lavorare. 
Nei primi anni sessanta il diciottenne Richard sogna di fare l'artista e presenta alla famiglia la sua ragazza Margareth, che vuole diventare avvocato. Da quella sera inizierà la lunga storia d'amore fra i due protagonisti.  
La felicità dei due ragazzi viene interrotta quando Margareth rimane improvvisamente incinta. Il fatto crea molto scompiglio: Richard è spaventato all'idea di diventare padre così presto,  Al è furioso con lui, Rose invece sembra essere felice. Richard e Margareth convolano presto a nozze, sposandosi con cerimonia privata all'interno del salotto. Durante la gravidanza Richard si occupa della moglie e continua a dipingere, sognando un futuro insieme. 
La bambina nasce in casa dopo un parto rocambolesco (eseguito da una squadra di vigili del fuoco) e viene chiamata Vanessa. In breve Richard e Margareth, pur felici, si rendono conto delle responsabilità di essere genitori e di cosa questo comporta: Margareth rinuncia agli studi di legge e si trasferisce in pianta stabile a casa degli Young per occuparsi a tempo pieno di Vanessa, mentre Richard, anche in seguito alle pressioni di suo padre, mette da parte la sua passione per la pittura e accetta senza entusiasmo un impiego come rappresentante di assicurazioni. Il suo scopo, promette a Margareth, è quello di guadagnare abbastanza da permettersi di comprare una casa tutta loro. 
Ma il tempo passa e la famiglia sembra non uscire mai completamente dalle difficoltà economiche, così continuano a vivere lì tutti insieme. Pur apprezzando l'aiuto e la compagnia di Rose, Margareth inizia a stancarsi di vivere nella casa dei suoceri, che non gli concedono privacy, così supplica spesso Richard di trovare un'altra sistemazione ma lui, dato che le finanze sono appena sufficienti a coprire le spese sempre più alte, pensa che non sia ancora il momento adatto per comprare una casa. Si arriva ad un compromesso: Margareth accetta di avere ancora pazienza a patto di rinnovare il vecchio mobilio. Negli anni successivi la famiglia ritrova un po' di equilibrio, e si riunisce spesso in occasioni speciali, come il Natale ed il giorno del ringraziamento. In una di queste occasioni Jimmy, ormai ventenne, decide di arruolarsi nella Marina, proprio quando si sta combattendo la Guerra del Vietnam, scatenando l'ennesima lite con il padre Al, il cui alcolismo è peggiorato. Margareth di tanto in tanto ricorda al marito la sua promessa di comprare una casa per loro due e Vanessa, ma Richard continua a procrastinare dando la colpa alle spese e alle tasse, così lei decide di cercarsi un impiego come receptionist nel tentativo di aiutarlo. Nonostante questo i soldi non bastano comunque e anche se Richard, in uno slancio di ottimismo, sogna in grande e progetta lui stesso una casa per loro, non ottiene la promozione e i suoi progetti rimangono sulla carta. I due torneranno spesso sull'argomento, litigando sempre di più e alla fine, rassegnandosi.  
Gli anni continuano a trascorrere: mentre Jimmy è partito per il servizio militare e gli altri figli lavorano, Al va in pensione e passa più tempo con  Rose ed i vicini Ted e Virginia, ma un giorno Ted muore d'infarto nel loro salotto, dopo aver riso a crepapelle ad una barzelletta. Il fatto lascia molto turbata Rose, che negli ultimi tempi è sempre più stanca e fatica a tenere a bada la nipote Vanessa, ormai adolescente e dal carattere ribelle. Un giorno si presentano alla porta un gruppo di archeologi che chiedono a Rose di poter vedere il cortile sul retro, poiché sono convinti che in quella zona vi fosse un antico insediamento di nativi (gli stessi visti all'inizio del film).  
Tempo dopo, durante una tormenta di neve, Rose viene colta probabilmente da un infarto (o da un ictus) e cade da una scala. Dopo il fatto Al, sconvolto e distrutto dai sensi di colpa, smette di bere. Rose viene salvata per miracolo, ma diviene invalida e semi-paralizzata, costretta su una sedia a rotelle e con difficoltà a parlare. Al, ritrovato il suo buonumore, è ora intenzionato a prendersi cura della moglie e starle vicino il più possibile, così decide di trasferirsi con lei in Florida per godersi insieme la loro vecchiaia, lasciando a Richard e Margareth la vecchia casa di famiglia. Al tempo stesso Jimmy ed Elisabeth, ormai adulti, ricevono dal padre una discreta somma di denaro e vanno a vivere altrove. 
Richard accetta la decisione di suo padre andando contro il volere di Margareth, che avrebbe preferito andare in una casa nuova invece di ereditare quella vecchia, e questo causa l'ennesimo attrito. Poco prima che Rose ed Al vadano in Florida, gli archeologi ritrovano l'antica collana sepolta dai nativi, mostrandola a Rose che sorride. Quando anche Vanessa, diciottenne, parte per il college, Richard e Margareth restano finalmente soli e possono concedersi una serena vita coniugale. 
Trascorrono in fretta gli anni ottanta: intanto Vanessa si laurea in legge (gli studi che voleva fare la madre) e torna a casa per il Giorno del Ringraziamento. Per la famiglia è il primo anno senza nonna Rose, che viene ricordata con affetto dall'anziano Al, profondamente segnato dalla perdita. 
Alla festa per il suo 50° compleanno, Margareth si rende conto che sta invecchiando e sfoga davanti agli invitati tutte le sue frustrazioni ed i rimpianti per non essere riuscita a fare nulla di emozionante nella vita.   
Nel frattempo il rapporto fra Richard e Margareth si è raffreddato, al punto da ricorrere ad un terapista, il quale consiglia ad entrambi una pausa di riflessione, cosa che manda Richard su tutte le furie.   
Successivamente si viene a sapere che Al, ormai ottantenne, ha avuto un incidente: non più autosufficiente, viene riportato a casa e accudito da Richard. Con il suocero invalido che occupa il salotto, Margareth si sente di nuovo in trappola ed esaurisce del tutto la pazienza. Durante il Capodanno del 2003 i due appaiono sereni, ma sempre più distanti, finché poco dopo la donna capisce che è arrivato il momento di lasciare il marito, e si trasferisce in un appartamento più comodo a lei per il lavoro.  
Richard è amareggiato, ma almeno riesce a passare del tempo insieme a suo padre, riappacificandosi con lui e confidandogli di voler tornare alla sua passione di sempre, l'arte.  
Dopo la morte di Al, il protagonista si scusa con Margareth per tutto ciò che le ha fatto passare e per le promesse non mantenute. Resta completamente solo per un lungo periodo, durante il quale torna a dipingere, sfogando tutta la creatività che aveva represso e ritrovando la felicità. Margareth realizza il suo desiderio di viaggiare per il mondo, talvolta insieme alla figlia Vanessa, che nel frattempo si è sposata ed è diventata socia in un importante studio legale. 
Si arriva così agli anni duemiladieci: Richard è in pensione e si dedica a tempo pieno ai suoi quadri. Purtroppo la famiglia Young non si riunisce più come un tempo e l'uomo si sta rassegnando a passare il Ringraziamento da solo, quando riceve una telefonata di Margareth, che vuole venire a fargli visita. Richard è entusiasta e in lui si riaccende una speranza: durante la cena infatti i due si riavvicinano, dimostrando di volersi ancora bene, ma non è ben chiaro cosa succeda fra loro in seguito. Margareth racconta di essere felice della sua attuale vita, anche se soffre sempre più spesso di vuoti di memoria, probabilmente segno che in lei si stanno manifestando i primi sintomi dell'Alzheimer. Richard la informa che ha deciso di vendere la casa e lei sembra esserne compiaciuta.  

### La famiglia Harris
Per i successivi dieci anni la casa viene occupata dagli Harris, una coppia di afroamericani con un figlio, Justin, e una donna di servizio, Rachel. Si intuisce che sono molto devoti a Dio. Durante la pandemia del virus COVID-19, la domestica muore e dopo qualche tempo, anche loro lasciano la casa mettendola in vendita.

### Presente
2024. Richard e Margareth ormai anziani fanno visita alla loro vecchia casa, aperta al pubblico. Margareth ha perso quasi completamente la memoria per il progredire della malattia, e Richard l'ha portata lì per cercare di farle ricordare qualcosa. Non è certo se i due si siano di nuovo messi insieme. Lentamente, Margareth ricorda commuovendosi tutti i bei momenti passati nella casa, mentre l'inquadratura si sposta e permette allo spettatore di vedere l'esterno.

## Distribuzione
Il film è uscito negli Stati Uniti distribuito dalla TriStar Pictures a partire dal 1º novembre 2024. In Italia è stato distribuito da Eagle Pictures a partire dal 9 gennaio 2025.

## Accoglienza

### Incassi
A fronte di un budget di $ 45 milioni, il film ha incassato 12237270 $ in Nord America e 3654486 $ nel resto del mondo, per un totale di 15891756 $. In Italia ha incassato 1681010 €.

### Critica
Il film non è stato ben accolto dalla critica statunitense: sull'aggregatore Rotten Tomatoes il film riceve il 35% delle 184 recensioni professionali positive, mentre su Metacritic ottiene un punteggio di 39 su 100 basato su 41 critiche.